# ساراپونگ چاتری
ساراپونگ چاتری (تایلندی: สรพงษ์ ชาตรี؛ زادهٔ ۸ دسامبر ۱۹۵۰ – ۱۰ مارس ۲۰۲۲) بازیگر اهل تایلند بود. او در سال ۲۰۰۹ به عنوان هنرمند ملی تایلند انتخاب شد.
از فیلم‌ها یا مجموعه‌های تلویزیونی که وی در آن‌ها نقش داشته است، می‌توان به گناه و بوکسور زیبا اشاره نمود.